# Funny valentine
Funny valentine is een spinnensoort uit de familie Macrobunidae. De soort komt voor in China.